# Phare de Saddleback Ledge
Le phare de Saddleback Ledge (en anglais : Saddleback Ledge Light) est un phare actif situé sur Saddleback Ledge (ceb), dans le comté de Knox (État du Maine).
Il est inscrit au Registre national des lieux historiques depuis le 14 mars 1988 .

## Saddleback Ledge
Saddleback Ledge est un îlot situé entre l'Isle au Haut et Vinalhaven au milieu de l'entrée sud-est de la baie de Penobscot. La station de signalisation a été conçue par Alexander Parris (en) et mise en service en 1839. Il est l'un des plus vieux phares de l'État du Maine et l'un des cinq phares de l'état dont la conception est attribuée à Parris.

## Histoire
Le phare marque l'entrée du passage principal est de la baie. L'intérieur de la tour a de la place pour le logement du gardien et un entrepôt de fournitures, ainsi que d'étroites fenêtres verticales sur ses faces est et ouest. Au XIXe siècle, la station avait été complétée par une maison à ossature en bois, qui servait aussi de hangar à bateaux, mais elle a depuis longtemps été supprimée. La tour, le pont et les balustrades datent tous de 1883. Cette lumière fut la deuxième à être placée dans la baie de Penobscot. Le phare a été automatisé dès 1954. L'îlot rocheux n'est accessible qu'en hélicoptère.

## Description
Le phare  est une tour conique en granit, avec une galerie et une lanterne décagonale de 13 m de haut. La tour est non peinte et la lanterne est noire. Il émet, à une hauteur focale de 16 m, un éclat blanc de 0,6 seconde par période de 6 secondes. Sa portée est de 9 milles nautiques (environ 17 km).
Il est équipé d'une corne de brume émettant un blast par période de 10 secondes.

## Caractéristiques dufeu maritime
Fréquence : 6 secondes (W)
- Lumière : 0,6 seconde
- Obscurité : 5,4 secondes

Identifiant : ARLHS : USA-716 ; USCG : 1-3325 - Amirauté : J0064 .
|                  |
| Saddleback Ledge |

|                  |
| Le phare en 1933 |

### Lien connexe
- Liste des phares du Maine